# Adoretus fulvus
Adoretus fulvus är en skalbaggsart som beskrevs av Brenske 1893. Adoretus fulvus ingår i släktet Adoretus och familjen Rutelidae. Inga underarter finns listade i Catalogue of Life.